# Смирнов, Димитрий Александрович
Димитрий Александрович Смирнов (26 сентября 1870, — 26 июня 1940) — священник Русской церкви.
Канонизирован в 2001 году в Соборе святых новомучеников и исповедников Российских в лике священномученика.

## Детство и юность
Димитрий Смирнов родился 26 сентября 1870 года в семье священника Троицкой церкви Норского посада (большого пригородного торгово-промышленного селения Ярославского уезда — ныне часть Ярославля). Отец его служил на этом приходе до конца своей жизни.
Образование Димитрий получил в Ярославской духовной семинарии. По окончании семинарии Димитрий решил не спешить принимать священный сан, будучи увлечён идеями школьного образования простого народа. Его родители, в свою очередь, пытались повлиять на него и убедить к скорому принятию священства, поскольку Смирновы были издревле служителями Церкви и желали продолжения этого служения в своих потомках. Возможно, их обеспокоенность объяснялась, как повествует семейное предание, неким предсказанием о будущем тюремном заключении сына, — а духовные особы в Российской империи не подлежали светскому суду.
Вообще стремление Димитрия к общению с людьми из социальных «низов», отеческая любовь к ним, труды по просвещению народа прошли через всю его жизнь, и эта любовь его, находя горячий отклик в человеческих сердцах, привлекала к нему множество людей.

## Учительство
В 1891 году, окончив семинарию по второму разряду, Димитрий вернулся к родителям и был принят на должность преподавателя в училище при Норской прядильной мануфактуре. Деятельный молодой учитель, стремясь к более тесному общению со своими земляками и будущими прихожанами организовывает народный хор при Норской фабрике. Здесь он повстречал будущую свою супругу, певчую хора, бедную фабричную девушку — Елизавету Яковлевну Чиркову. До замужества она с двенадцати лет трудилась на Норской фабрике у станка в отделении ручного ткачества, с юности пела на клиросе, обладая замечательным сопрано, сохранившемся до старости. Родители Димитрия были против его брака с Елизаветой Яковлевной, из сословных соображений, полагая, что они «не пара». Однако, Димитрию удалось убедить родителей не препятствовать их супружескому счастью, и время показало его правоту, поскольку любовь друг к другу они сохранили до конца своих дней.

## Пастырство
В 1894 году Димитрий принял священный сан и покинул Норское, получив место священника села Пестово Ярославского уезда. Наряду со своими прямыми пастырскими обязанностями, отец Димитрий отдал много сил устроению Пестовской школы, состоя в ней заведующим, законоучителем и учителем. При нём эта школа стала одной из образцовых в Ярославской епархии. Она имела кузнечно-слесарные мастерские и выпускала «учёных мастеров», как говорили в селе. За «безвозмездные труды по устройству здания для Пестовской второклассной школы» в 1898 году отцу Димитрию Смирнову было преподано Архипастырское благословение. В 1902 году, согласно прошению, отец Димитрий был перемещён на место отца, вернувшись в Норское с женой и двухлетним сыном Димитрием. В годы служения в Норском, — с 1902 по 1915, — священник соединял священнические труды с учительскими, а также выполнял различные поручения священноначалия состоя в должности духовного следователя и являясь депутатом съездов духовенства. В 1904 году при Троицкой церкви села Норское отцом Димитрием было организованно церковно-приходское братство, активно действовавшее в дальнейшем.
В 1907 году он был награждён бархатной фиолетовой камилавкой. В 1911 году за особые труды по должности Духовного следователя награждён золотым наперсным крестом.

## Строительство храма в Курилове
После смерти старика-отца он продолжил и завершил начатое последним благое дело — строительство церкви в деревне Курилово в нескольких вёрстах от Норского, которое велось с привлечением средств ярославского купца Сергея Николаевича Сорокина. Церковь была построена и освящена в честь святителя Николая Мирликийского в 1913 году, став приписной к Троицкой. В Курилове отец Димитрий заведовал также церковно-приходской школой. Жители села в год освящения храма устроили торжества в именины священника-строителя, чтобы выразить ему свою признательность.

## Перевод в Ярославль
В 1915 году отца Димитрия переводят в Ярославль на место настоятеля городской Крестовоздвиженской церкви, куда он переезжает с семьёй, и где вскоре становится одним из видных представителей ярославского духовенства.
В Ярославле семья Смирновых встречает революционные события 1917 года. Не позднее, чем с 1918 года, протоиерей Димитрий Смирнов является личным секретарём митрополита Ярославского Агафангела (Преображенского) и остаётся им до смерти Владыки в 1928 году.

## Период гонений
Вскоре в послужном списке отца Димитрия был открыт новый перечень — арестов советского времени. Священник подвергался аресту при всех крупных антицерковных кампаниях ярославских карательных органов: в период изъятия церковных ценностей в 1922 году; в год ареста епископа Евгения (Кобранова), епископа Варлаама (Ряшенцева) и лучших ярославских священников — в 1930 году; и четвёртый раз — в 1938 году.
В апреле 1922 года комиссия по изъятию церковных ценностей, пришедшая в Крестовоздвиженский храм, обнаружила золотую ризу чтимой иконы Великомученика Димитрия, спрятанную старостой. Вместе с золотым окладом были конфискованы личные вещи священника, среди которых находился его наградной золотой наперсный крест. Отца Димитрия и ещё нескольких человек арестовали. 24 мая 1922 года он был осуждён губернской ЧК на три года лишения свободы «путём содержания под стражей, с применением общественных принудительных работ». Срок отбывал в ярославской тюрьме «Коровники». В том же году по амнистии к 5-й годовщине революции срок заключения был сокращён наполовину.
«Распространение в частных беседах, на собраниях и с церковного амвона провокационных слухов в связи с китайской революцией и разрывом дипломатических отношений с Англией», — так обозначена в следственном заключении причина ареста отца Димитрия 13 июня 1927 года. На допросе пятидесятисемилетний протоиерей держался с достоинством, утверждая, что поступал в рамках обязанностей чиновника канцелярии архиерея, не совершая антисоветских действий. На этот раз дело было закрыто «за недостаточностью компрометирующего материала».
В последующие годы отец Димитрий, по показаниям обновленцев, был причислен к наиболее активной и стойкой в православии группе священнослужителей, являвшейся «вершителями всех судеб Ярославской церкви, определявшей их направление».
Третий арест произошёл 31 января 1930 года. Во время единственного допроса, на котором ему было предъявлено обвинение в помощи ссыльным священнослужителям, своё участие в организации этой помощи он отрицал. Однако подтвердил, что две «церковницы» из иосифлянских приходов Власьевской и Сретенской церквей публично занимались сбором средств для заключённых (что в условиях массовых репрессий являлось не только неразумным, но и провокационным действием). Подтвердил также, что к арестованному вместе с ним священнику Корнилию Алексееву «почитательницы» епископа Варлаама приносили продукты для передачи в Иваново-Вознесенск.
Отца Димитрия Смирнова, каким он стал в последний период своей жизни, сформировал лагерь. Получив в 1930 году пятилетний срок заключения в концлагеря, он отбывал его сначала на лесоповале в 100—200 км от Вятки, затем был переведён в Каргополь, где условия заключения были для него полегче.
Освободили его в 1934 году без права жительства в больших городах. Некоторое время они с матушкой проживали у сына Димитрия на станции Волга в Некоузском районе, где тот работал врачом местной больницы. Но вскоре жить им там запретили, и пришлось переехать в расположенную рядом деревню. Затем они недолго жили в селе Брагино под Ярославлем, потом приютились в селе Богоявленские острова (в советское время переименованном в Хопылево), вверх по Волге от Ярославля, где на деньги, подаренные сыном, купили дом на самом берегу Волги. Однако, по воспоминаниям внука Георгия Дмитриевича Смирнова, вскоре отцу Димитрию власти запретили жить в этом доме, и он мог находиться в нём с супругой и внуком только в дневное время, ночевать же уходил в расположенную недалеко от Хопылева деревню, которая называлась Деревенька. Там его пускали на ночь проживавшие в деревенском доме монахини.
Как и многие другие, освободившиеся из лагеря, отец Димитрий вёл внешне крайне простую созерцательную жизнь. Когда-то «шелково-рясный протоиерей Смирнов» (как писал один из завистников в частном письме, опубликованном в качестве компромата в ярославской газете «Творческие дни», 1922, № 135) в Хопылеве «занимался куроводством», по выражению его жены. Его духовная жизнь оставалась для всех сокрытой. Она проявила себя при последнем испытании.
10 мая 1938 года в селение Хопылево прибыл сотрудник губернского отдела УГБ НКВД с ордером на произведение обыска и ареста гражданина Смирнова Д. А. Отец Димитрий был заключён в ярославскую тюрьму. Письмо супруги к Берии, написанное в то время, можно назвать фольклорным плачем советского времени: «Жили два старика — ему 70 лет и мне 65 лет, и вот помешали», — писала она. Его обвинили в антисоветской деятельности как участника группы священнослужителей кафедрального Федоровского собора Ярославля и некоторых других арестованных священнослужителей и мирян. Эта «группа» была названа в следственном деле тайной контрреволюционной организацией, возглавляемой митрополитом Павлом (Борисовским).

Сохранился документ, касающийся именно этого ареста, — показания 1958 года Фаины Пестринской, вдовы протоиерея Федоровского собора отца Владимира Пестринского, наглядно показывающий методы допроса членов «преступной группы церковников», в числе которых был отец Димитрий:
Владимир Иванович Пестринский мне говорил, что никаких преступлений против Советской власти не совершал. Он мне также тогда рассказал, что на следствии его вынудили дать, вернее, подписать явно ложные показания. При этом он мне рассказал, что, находясь в тюрьме в городе Ярославле следователи заставляли его подписывать чистые листы бумаги, когда он их не подписывал снова отправляли в тюрьму и стали вызывать по ночам. Вызывали несколько раз, наставляли к лицу наган и принуждали давать показания. Он также мне рассказал, что его беспрерывно держали на допросе в течение восьми суток, следователи менялись, а ему спать не давали.
Обвиняемые, доведённые до полного изнеможения, подписывали сфабрикованные показания, «лишь бы поскорее окончилось следствие», будучи уже не в состоянии не только понять, но даже прочитать то, что они подписывали. Шестидесятивосьмилетний отец Димитрий Смирнов на допросах проявил удивительную духовную крепость. Он единственный из арестованных имел мужество утверждать истину перед потоком лжи, несмотря на все истязания, настаивать на том, что не знает никакой антисоветской организации и предъявленное ему обвинение отрицает. Он повторял это утверждение в каждом ответе, хотя смысл некоторых словоизлияний уполномоченного ему удавалось улавливать с трудом. Известно, что одним из методов воздействия был следующий — на грудь допрашиваемого клали доски и через них били молотом.
26 сентября 1938 года Димитрий Смирнов был приговорён Особым совещанием при НКВД к пяти годам ссылки в Казахстан за контрреволюционную деятельность. Ссылку он отбывал в селе Шемонаихе Усть-Каменогорского района Карагандинской области.
В Шемонаиху к отцу Димитрию приезжали жена и сын с супругой. Сын приезжал в августе 1939 года. Через месяц после его приезда отца Димитрия неожиданно снова арестовали и заключили в Усть-Каменогорскую тюрьму.

## Кончина
По сведениям МВД Казахской ССР, переданным в 1991 году в УКГБ Ярославской области, в Казахстане отец Димитрий был вновь осужден 26 февраля 1940 года на десять лет лишения свободы. Семье сообщили, что он умер в тюрьме 26 июня 1940 года.
Где было захоронено тело отца Димитрия, пока остаётся неизвестным. Существует несколько мест массовых захоронений узников Усть-Каменогорской тюрьмы: первое — на территории нынешнего Усть-Каменогорского автопредприятия, второе — так называемый Шмелев лог, второй лог от ручья, также среди жителей города существует мнение, что тюремные захоронения есть на территории Усть-Каменогорского монастыря рядом со Свято-Троицким храмом. Это вполне вероятно, учитывая, что монастырь непосредственно граничит с оградой тюрьмы.

## Воспоминания
Внешний вид священномученика от юности отличался благообразием. Об этом свидетельствуют и все сохранившиеся фотографии святого. Очевидцы утверждают, что отец Димитрий был очень добрый и чуткий человек, его отличало хорошее воспитание, взор его всегда излучал радость и любовь, часто лицо его озаряла лёгкая улыбка. Общение с отцом Димитрием не составляло труда, чувствовалось что душа его искренне и по отечески открыта собеседнику. Роста он был несколько выше среднего. Голосом обладал высоким и мягким.
Племянница отца Димитрия — Мария Петровых, впоследствии стала известным поэтом и переводчицей.

## Канонизация
Протоиерей Димитрий Смирнов причислен к лику святых Русской православной церкви 17 июля 2001 года решением Священного синода под председательством патриарха Московского и всея Руси Алексия.
Празднование его памяти совершается: 13 (26) июня — в день праведной кончины и в воскресенье 25 января (7 февраля) или ближайшее после этой даты — на Собор новомучеников и исповедников Церкви Русской.

## Почитание
Чтимая икона священномученика Димитрия Смирнова находится в Троицком храме Норского посада на родине святого, где бережно сохраняется его память. Почитаемый образ его имеется также в Никольском храме в Курилове. Особо почитается священномученик Димитрий Смирнов в московской церкви Праведного Иоанна Русского в Кунцеве, где служит его правнук Андрей.